# NBC Nightly News
NBC Nightly News er NBCs flagskibs aftennyhedsprogram. Programmet debuterede den 3. august 1970, det er det næst mest sete netværksnyhedsprogram i USA bag ABC World News Tonight.
Siden 2015 er udsendelsen forankret af Lester Holt mandag til fredag, José Díaz-Balart lørdag og Kate Snow søndag. Tidligere ankre har inkluderet John Chancellor, David Brinkley, Tom Brokaw og Brian Williams.